# Jean-Laurent Kopp
Pour les articles homonymes, voir Kopp.
Jean-Laurent Kopp est un comédien et chanteur français né à Paris le 8 novembre 1812 et mort à Paris 18e le 23 septembre 1872.
Orphelin élevé aux Quinze-vingts, il débute au Théâtre de Belleville avant de passer, dans l'emploi de comique, au Théâtre Saint-Marcel puis au Théâtre Beaumarchais où il crée Christine la Bretonne, Le Diable amoureux, Le Lion et le Rat, etc.
Après un bref passage à la Renaissance en 1841, il intègre les Variétés où il effectue l'essentiel de sa carrière (hormis une longue tournée en province de 1855 à 1860). Il apparaît dans de nombreuses pièces parmi lesquelles de nombreuses pièces de Labiche (Un monsieur qui prend la mouche, Une clarinette qui passe, On dira des bêtises, Un notaire à marier, L'Amour en sabots, L'Homme qui manque le coche, Un chapeau de paille d'Italie...), Les Fables de la Fontaine de Desforges, Le Père Trinquefort, Les Nouvelles à la main, Fargeau le mousse, Le Lion empaillé, La Paix du ménage, La Vie de bohême d'après Henry Murger, Les Moulins à vent de Ludovic Halévy... mais c'est dans les opéras-bouffes de Jacques Offenbach qu'il connaît ses plus grands succès : il est tour à tour Ménélas dans La Belle Hélène (1864), le roi Bobêche	dans Barbe-bleue (1866), le baron Puck dans La Grande-duchesse de Gérolstein (1867), Baptiste dans Le Pont des Soupirs (1868) et Pietro dans Les Brigands (1869).
C'est alors qu'il vient de créer Les Cent Vierges de Charles Lecocq qu'on apprend son suicide, dont les raisons sont toujours restées mystérieuses. Il est inhumé le 25 septembre au cimetière du Père-Lachaise (59e division).
- 1851 : Une clarinette qui passe d'Eugène Labiche et Marc-Michel, Théâtre des Variétés
- 1852 : Un monsieur qui prend la mouche d'Eugène Labiche et Marc-Michel, Théâtre des Variétés
- 1853 : On dira des bêtises d'Eugène Labiche, Alain Delacour et Raymond Deslandes, Théâtre des Variétés
- 1853 : Un notaire à marier d'Eugène Labiche, Marc-Michel, Arthur de Beauplan, Théâtre des Variétés
- 1853 : Les Enfers de Paris de Roger de Beauvoir et Lambert-Thiboust, Théâtre des Variétés
- 1861 : L'Amour en sabots d'Eugène Labiche et Alfred Delacour, Théâtre des Variétés
- 1865 : L'Homme qui manque le coche d'Eugène Labiche et Alfred Delacour,  Théâtre des Variétés